# 学校法人ノートルダム新潟清心学園
学校法人 ノートルダム新潟清心学園（がっこうほうじん ノートルダムにいがたせいしんがくえん）は、新潟県新潟市西区にある学校法人である。新潟清心女子中学校・高等学校を運営をしている。2008年度まで同校を運営してきた学校法人ノートルダム清心学園（岡山市）が撤退したいという意向を新潟県内経済人らに打診し、法人設立をもちかけたのがきっかけに、新潟県内経済人らが2009年に設立した。
初代理事長には等々力好泰・新潟トヨタ自動車会長が就任している。